# تیسی
تیسی (به ایتالیایی: Tissi) یک کومونه در ایتالیا است که در استان ساساری واقع شده‌است.

## خصوصیات
تیسی ۱۰٫۳ کیلومترمربع مساحت و ۲٬۰۱۷ نفر جمعیت دارد و ۲۵۰ متر بالاتر از سطح دریا واقع شده‌است.